# Ioamnet Quintero
Ioamnet Quintero Álvarez (L'Avana, 8 settembre 1972) è un'ex altista cubana, campionessa mondiale della specialità a Stoccarda 1993.

## Record nazionali

### Seniores
- Salto in alto indoor: 2,01 m ( Berlino, 5 marzo 1993)

## Palmarès
| Anno | Manifestazione      | Sede          | Evento        | Risultato | Prestazione | Note |
| ---- | ------------------- | ------------- | ------------- | --------- | ----------- | ---- |
| 1990 | Mondiali juniores   | Plovdiv       | Salto in alto | 4ª        | 1,85 m      |      |
| 1991 | Giochi panamericani | L'Avana       | Salto in alto | Oro       | 1,88 m      |      |
| 1992 | Giochi olimpici     | Barcellona    | Salto in alto | Bronzo    | 1,97 m      |      |
| 1993 | Mondiali indoor     | Toronto       | Salto in alto | 6ª        | 1,97 m      |      |
| 1993 | Mondiali            | Stoccarda     | Salto in alto | Oro       | 1,99 m      |      |
| 1995 | Mondiali indoor     | Barcellona    | Salto in alto | 23ª       | 1,80 m      |      |
| 1995 | Giochi panamericani | Mar del Plata | Salto in alto | Oro       | 1,94 m      |      |
| 1995 | Mondiali            | Göteborg      | Salto in alto | 18ª       | 1,90 m      |      |
| 1996 | Giochi olimpici     | Atlanta       | Salto in alto | 17ª       | 1,90 m      |      |
| 1997 | Mondiali indoor     | Parigi        | Salto in alto | 5ª        | 1,95 m      |      |
| 2000 | Giochi olimpici     | Sydney        | Salto in alto | 14ª       | 1,92 m      |      |

## Altre competizioni internazionali
1992
- Oro in Coppa del mondo ( L'Avana), salto in alto - 1,94 m